# 알렉산드라 브래컨
알렉산드라 브래컨(영어: Alexandra Bracken, 1987년 2월 27일 ~ )은 미국의 소설가이다. 2010년 소설 《눈부시게 짜여진 Brightly Woven》으로 데뷔하였고, 《어두운 마음 The Darkest Minds》 삼부작으로 유명해졌다.